# Résolution 769 du Conseil de sécurité des Nations unies
Membres permanents
- Chine
- États-Unis
- France
- Royaume-Uni
- Russie

Membres non permanents
- Autriche
- Belgique
- Cap-Vert
- Équateur
- Hongrie
- Inde
- Japon
- Maroc
- Venezuela
- Zimbabwe

Résolution no 768 Résolution no 770
La résolution 769 du Conseil de sécurité des Nations unies, adoptée à l'unanimité le 7 août 1992, après avoir réaffirmé la résolution 743 (1992) et toutes les résolutions ultérieures relatives à la Force de protection des Nations unies (FORPRONU), a autorisé l'élargissement de l'effectif et du mandat de la FORPRONU pour « permettre la Force chargée de contrôler l'entrée des civils dans les zones protégées par les Nations unies », en plus d'exercer des missions de douanes et liées à l'immigration. 
Le Conseil de sécurité a exigé la coopération avec la Force et a également condamné les exactions commises à l'encontre de la population civile, notamment pour des raisons ethniques.

## Voir également
- Dislocation de la Yougoslavie
- Guerre de Bosnie-Herzégovine
- Guerre de Croatie
- Guerre de Slovénie
- Guerres de Yougoslavie